# Río Hull
El Hull es un río navegable situado en Yorkshire del Este, Inglaterra.
Nace en unos manantiales situados en los alrededores de Driffield y desemboca en el estuario Humber en Kingston upon Hull. Debido a su navegabilidad, la mayoría de los puentes que lo atraviesan son móviles o basculantes.

## Bibliografïa
- Allison, K. J., ed. (1969). 22. Communications : Bridges. «A History of the County of York East Riding: Volume 1: The City of Kingston upon Hull». www.british-history.ac.uk (British History Online). Consultado el 5 de diciembre de 2013.
- Allison, K. J., ed. (1989). 41. Boundaries and Communications : Roads and Bridges. «A History of the County of York East Riding: Volume 6: The borough and liberties of Beverley». www.british-history.ac.uk (British History Online). Consultado el 18 de noviembre de 2010.
- Crosby, Kathleen (1980). The Old Grovehill Ferry Bridge. Lockington Publishing Co. ISBN 0-905490-15-0.
- Cumberlidge, Jane (2009). Inland Waterways of Great Britain (8th Ed.). Imray Laurie Norie and Wilson. ISBN 978-1-84623-010-3.
- Hadfield, Charles (1972). The Canals of Yorkshire and North East England (Vol 1). David and Charles. ISBN 0-7153-5719-0.
- Hadfield, Charles (1973). The Canals of Yorkshire and North East England (Vol 2). David and Charles. ISBN 0-7153-5975-4.
- Hollis, Tracey (23 de enero de 2008). «Hull barrier used to drain water from east Yorkshire's floodplains». Environment Agency. (enlace roto disponible en Internet Archive; véase el historial, la primera versión y la última).
- Marsh, Terry; Hannaford, Jamie (2008). UK Hydrometric Register. Natural Environment Research Council. ISBN 978-0-9557672-2-7. Archivado desde el original el 31 de octubre de 2014.
- McNicol, Colin (2002). «Hull's Victoria Dock Village». Highgate Publications (Beverley). ISBN 978-1-902645-24-7. Archivado desde el original el 13 de octubre de 2011. Consultado el 4 de diciembre de 2016.
- Skempton, Sir Alec (2002). A Biographical Dictionary of Civil Engineers in Great Britain and Ireland: Vol 1: 1500 to 1830. Thomas Telford. ISBN 0-7277-2939-X.